# گودی کارستی

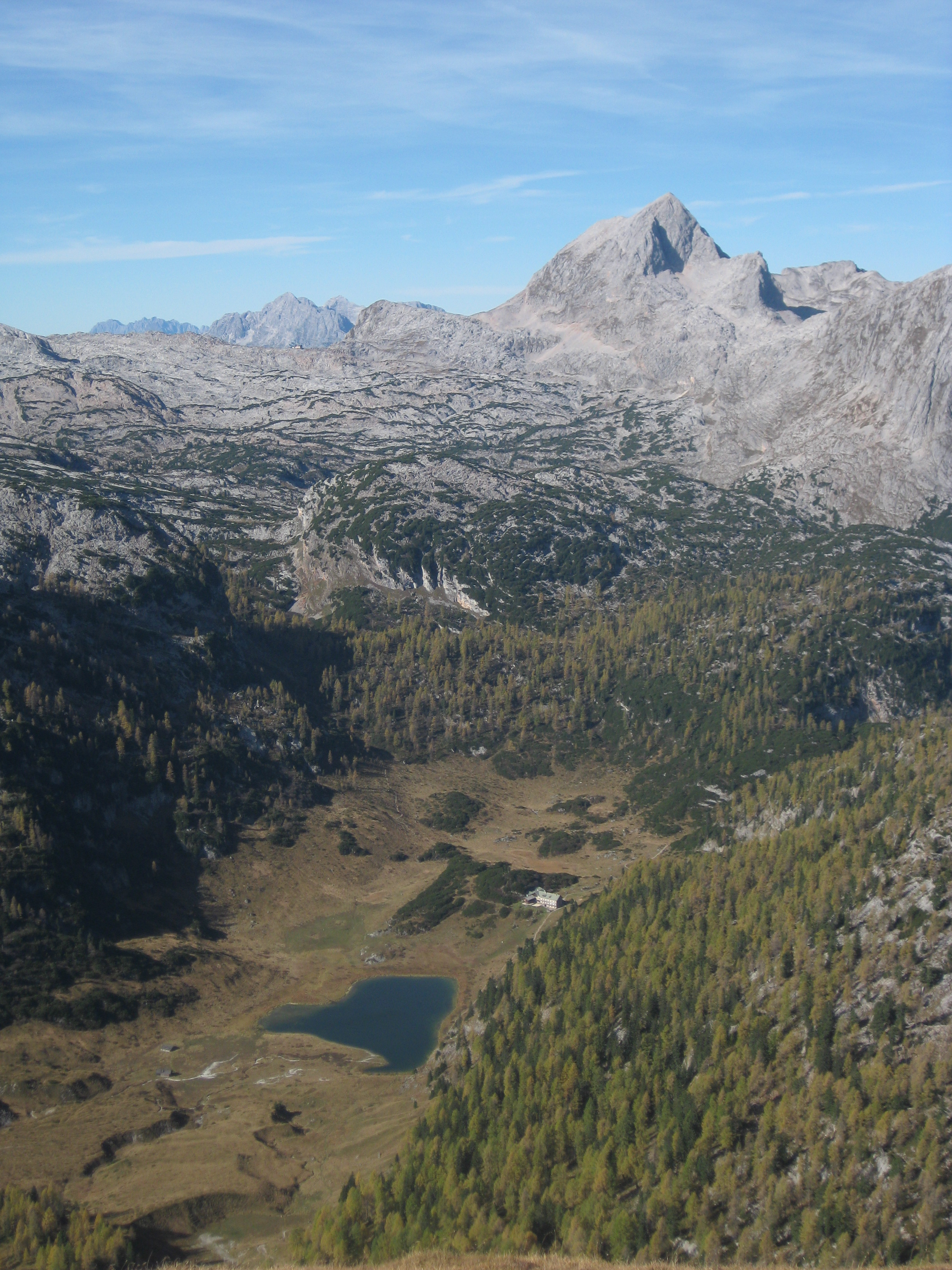
یک گودی کارستی در آلپ.

در زمین‌شناسی و جغرافیا منظور از گودی کارستی یا اووالا (انگلیسی: Uvala) یک فرورفتگی سطحی کارستی است که معمولاً از اتصال جانبی چندین فروچاله ایجاد می‌شود.
گودی کارستی، شکلی واسط بین فروچاله و چمنزار است. اغلب این گودی‌ها هنگام ادغام چندین فروچاله با هم تشکیل می‌شوند. دیواره‌های این گودی‌ها به مرور در معرض تخریب فرسایشی قرار می‌گیرند و محصولات این فرایندها در پایین فرورفتگی جمع می‌شوند و به همین دلیل است که گودی کارستی در عرض گسترش می‌یابد اما در عمق رشد نمی‌کند. گاه با فروپاشی گودی‌های بزرگ کارستی گودی‌های دیگری تشکیل می‌شوند.
بیشتر گودی‌های کارستی در مناطقی از سنگ‌های کربناته شکستگی عصر میانه‌زیستی در حضور گرما و رطوبت کافی تشکیل می‌شوند. در این گودی‌ها گاه دریاچه‌های دائمی یا موقت هم تشکیل می‌شود.
گودی کارستی به شکل یک فرورفتگی کارستی بسته‌است و به صورت تکه‌زمینی است که معمولاً ساختاری دراز یا ترکیبی دارد و اندازه آن بزرگتر از فروچاله‌ها است. این گودی‌ها اغلب در «دیناری‌های بیرونی» در هر نقطه بین اسلوونی و یونان یافت می‌شوند، اما فرورفتگی‌های بزرگ کارستیِ بسته، در تمام قاره‌ها در مناظر مختلف یافت می‌شوند.
نام «اووالا» برای این پدیده، در اصل یک نام محلی است که توسط مردم در برخی مناطق در اسلوونی، کرواسی، بوسنی و هرزگوین، مونته‌نگرو و صربستان استفاده می‌شود.
در حالت معمول قطر گودی‌های کارستی ۱۰۰–۲۰۰ متر تا یک کیلومتر و ژرفای آن‌ها بیش از ۵–۱۰ متر است.